# Бенн, Уильям, 1-й виконт Стэнсгейт
Уильям Веджвуд Бенн, 1-й виконт Стэнсгейт (англ. William Wedgwood Benn, 1st Viscount Stansgate; 10 мая 1877 — 17 ноября 1960) — британский либеральный и лейбористский политик. Отец Тони Бенна и дед по отцовской линии Хилари Бенн.

## Происхождение и образование
Родился 18 мая 1877 года в Хакни. Второй сын сэра Джона Бенна, 1-го баронета (1850—1922). Ему дали фамилию Веджвуд, потому что его мать, Элизабет (Лили) Пикстоун, находилась в дальней родстве с Джозайей Веджвудом из семьи мастеров-керамистов. Уильям Бенн получил образование в лицее Кондорсе в Париже и в Университетском колледже в Лондоне. Его старшим братом был издатель, писатель и политический публицист Эрнест Бенн (1875—1954).

## Политическая карьера
Уильям Бенн заседал в Палате общин Великобритании от Сент-Джорджеса (1906—1918), Лейта (1918—1927), Северного Абердина (1928—1931) и Манчестер-Гортона (1937—1942).
Лидер Лейбористской партии Рамсей Макдональд признал его талант и предложил возможность продвижения по службе. Уильям Бенн занимал пост государственного секретаря по делам Индии с 1929 по 1931 год во втором правительстве Макдональда и стал членом Тайного совета в 1929 году . Однако он отказался последовать за Макдональдом в коалицию Национального правительства с консерваторами и на выборах 1931 года уступил свое место Джону Джорджу Бернетту.
В 1942 году Уильям Бенн был возведен в звание пэра и стал виконтом Стэнсгейтом из Стэнсгейта в графстве Эссекс. В 1944 году он был назначен вице-президентом Союзной контрольной комиссии, которой было поручено восстановление демократического правительства в Италии. В 1945 году он стал государственным секретарем по вопросам авиации в лейбористском правительстве Клемента Эттли и занимал эту должность до октября 1946 года. Затем он занимал должность пэра-лейбориста на задней скамье до 1960 года.
С 1947 по 1957 год виконт Стэнсгейт был президентом Совета Межпарламентского союза, всемирной организации национальных парламентов. Впервые он занял эту должность на конференции Совета в Каире в апреле 1947 года, где он сменил графа Генри Картона де Виара из Бельгии. Мастер в искусстве человеческих контактов, страстно интересующийся международной политикой, виконт Стэнсгейт сыграл важную роль в привлечении в Совет новых независимых стран Азии, Ближнего Востока и Африки. Он также сыграл важную роль в восстановлении членства парламентов стран Восточной Европы, тем самым приблизив Совет к его традиционной цели — универсальности.

## Военная карьера
Хотя на момент начала Первой мировой войны ему было 37 лет, в декабре 1914 года Уильям Бенн был произведен в чин второго лейтенанта в Миддлсексский йоменский полк (гусарский полк герцога Кембриджского). В мае 1916 года он был назначен летчиком-наблюдателем в Королевский лётный корпус . В июле 1916 года он был назначен командиром эскадрильи гидросамолетов-наблюдателей с временным званием капитана . После службы в Галлиполи в мае 1917 года он был откомандирован в Королевскую военно-морскую авиационную службу. В июне 1917 года он был награжден орденом «За выдающиеся заслуги». В июле 1917 года он был повышен до лейтенанта. В июле 1918 года Уильям Бенн перешел в Королевские военно-воздушные силы и был назначен временным штабным офицером 3-го класса, сохранив за собой временный чин капитана.
В сентябре 1918 года он был награжден Крестом за выдающиеся лётные заслуги .
Также в сентябре 1918 года (ночь с 8 на 9 сентября) он и Уильям Джордж Баркер летали на самолете Savoia-Pomilio SP.4, специально оборудованном для парашютного десантирования. Это была первая военная парашютно-шпионская миссия. Парашютистом был Алессандро Тандура (1893—1937), который прыгнул с парашютом в тылу врага в районе реки Пьяве. В ноябре он был награжден итальянским правительством Бронзовой медалью за воинскую доблесть. После возвращения в политику Бенн ушел в отставку со службы в Королевских ВВС 28 декабря 1918 года, сохранив звание капитана.
Хотя к началу Второй мировой войны ему было чуть за 60, Уильям Бенн вернулся в военные полеты, присоединившись к Королевским военно-воздушным силам добровольческого резерва в качестве военного офицера-пилота (на испытательном сроке) 27 мая 1940 года с служебным номером 79452 . В декабре он был повышен до звания летного офицера (военное звание) и был подтвержден в своем звании 27 мая 1941 года. В 1942 году он был повышен до звания лейтенанта авиации, а в декабре 1942 года был повышен до звания капитана группы (военное звание), пропустив два звания. После своего повышения до исполняющего обязанности коммодора авиации в 1944 году он занимал должность директора по связям с общественностью в Министерстве авиации. В возрасте 67 лет он совершил несколько боевых вылетов в качестве стрелка бомбардировочной авиации Королевских ВВС и, возможно, является старейшим человеком, совершившим это. Он ушел в отставку в августе 1945 года, сохранив звание коммодора авиации.

## Семья
17 ноября 1920 года лорд Стэнсгейт женился на Маргарет Холмс (7 июня 1897 — 21 октября 1991), старшей дочери шотландского политика Дэниела Холмса и Маргарет Иди. У супругов было трое сыновей:
- Достопочтенный Майкл Джулиус Веджвуд Бенн (5 сентября 1921 — 23 июня 1944), погиб во Второй мировой войне.
- Энтони Нил Веджвуд Бенн, 2-й виконт Стэнсгейт (3 апреля 1925 — 14 марта 2014), второй сын и преемник отца.
- Достопочтенный Дэвид Джулиан Веджвуд Бенн (28 декабря 1928 — 2 февраля 2017), специалист по России и Восточной Европе, много лет работал во внешних службах BBC[19].

Виконт Стэнсгейт скончался в Вестминстере, Лондон, в ноябре 1960 года в возрасте 83 лет, и его преемником в виконте стал его второй сын, тогда известный как Энтони Веджвуд Бенн (1925—2014).